# Centro Cultural e Desportivo de Santa Eulália
O Centro Cultural e Desportivo de Santa Eulália é um clube Português, localizado na freguesia de Santa Eulália, concelho de Vizela, distrito de Braga, Portugal.

## História
O clube foi fundado em 1978 e o seu actual presidente é Carlos Faria. A equipa de seniores participará, no Campeonato Nacional de Seniores de 2014–15 após conquistar em 2013-14 a primeira edição da Divisão Pró-Nacional da AF Braga, bem como a Taça dos Campeões do Minho de 2014.
Na época 2011-12 o Santa Eulália conquistou o seu primeiro campeonato distrital, (na altura denominada de Divisão de Honra da AF Braga) subindo à III Divisão Nacional.

### Palmarés
Campeonato Distrital: 2 (Div. Honra 2011-12 e Pró-Nacional 2013-14);
Taça da AF Braga: 2 (2006-07 e 2010-11)
Taça dos Campeões do Minho: 1 (2014)

## Estádio
A equipa disputa os seus jogos caseiros no Campo Municipal de Santa Eulália, na freguesia de Santa Eulália.

## Equipamento
A equipa enverga equipamento da marca Lacatoni.